# Agrostis acutiflora
Agrostis acutiflora là một loài thực vật có hoa trong họ Hòa thảo. Loài này được (Schrad.) C.C. Gmel. mô tả khoa học đầu tiên năm 1826.